# Wade McNeil
Pour les articles homonymes, voir McNeil.
Wade McNeil, né le 5 mai 1984 à Hamilton en Ontario au Canada, fut l'un des guitaristes et membre fondateur du groupe de post-hardcore canadien Alexisonfire, dans lequel il faisait également des chœurs. Depuis la séparation de ce groupe, McNeil officie désormais en tant que chanteur au sein de Gallows.
Son jeu de guitare, probablement inspiré par le vieux punk rock et le rock'n roll franc, est légèrement plus simple sur l'album Watch out.
Wade et Georges Pettit (chanteur principal d'Alexisonfire)étaient également dans un side-project appelé The Black Lungs, avec deux membres du groupe Jersey, Jordan "Ratbeards" Hastings (actuel batteur d'Alexisonfire) et Sean McNabb. Wade était chanteur de ce groupe, réminiscence de son premier groupe de punk rock : Punk9. Lorsque le groupe s'est séparé, Wade a continué seul et gardant le nom comme projet solo.
Récemment il a commencé un projet acoustique avec son « collègue » d'Alexisonfire Dallas Green.
En août 2011, « libre » à la suite du split d'Alexisonfire, Wade McNeil rejoint la formation punk/hardcore britannique Gallows afin de prendre place derrière le micro, à la suite du départ du chanteur de ce groupe, Frank Carter.
Les groupes référence de Wade sont The Misfits, Turbonegro, Bouncing Souls.Ses films préférés sont Harry Potter, Aliens. Un de ses passes temps favoris est le skateboard.